# ناتان پیج
ناتان پیج (انگلیسی: Nathan Page؛ زادهٔ تاریخ درست نیست٫ سال باید ۴ رقم داشته باشد٫ (برای سال‌های پیش از هزار، صفر بیفزایید٫)٫ (خطا: نیازمند سال، ماه، روز معتبر سال)) هنرپیشه، صداپیشه اهل استرالیا است.
از فیلم‌ها یا برنامه‌های تلویزیونی که وی در آن نقش داشته‌است می‌توان به زیبای خفته اشاره کرد.